# Revolução de Abril (Coreia do Sul)

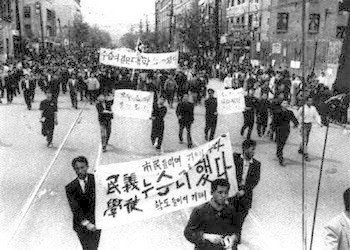
Coreanos protestando durante a Revolução de Abril

A Revolução de Abril (conhecido na Coreia como 4·19 혁명), também chamada de Revolução de 19 de Abril ou Movimento de 19 de Abril, foi uma revolta popular que aconteceu entre 11 e 26 de abril de 1960, liderada por grupos trabalhistas e estudantis, que derrubou o governo autocrático de Syngman Rhee, encerrando a Primeira República da Coreia do Sul. A renúncia de Rhee possibilitou a transição do país para uma Segunda República.

## Histórico
As eleições presidenciais de 15 de março de 1960 foram marcadas:
1. pela morte do candidato da oposição: Chough Pyung-ok, no dia 15 de fevereiro, o que fez com que Syngman Rhee concorresse como candidato único;[2][3]
2. pelas denúncias de fraudes envolvendo a disputa pela vice-presidência.[4][5]

Nesse contexto, na noite do dia 15 de março, ocorreram protestos, em Masan, que foram duramente reprimidos.
No dia 11 de abril, um pescador descobriu, no porto de Masan, o cadáver de um estudante do ensino médio que havia desaparecido durante os distúrbios de 15 de março. As autoridades anunciaram que a causa da morte teria sido: afogamento, mas muitos rejeitaram essa explicação e alguns manifestantes forçaram a entrada no hospital onde seu corpo estava mantido. Eles constataram que o crânio do estudante tinha sido destruído por uma granada de gás lacrimogêneo. Isso indicava que a polícia tinha disparado a granada em um ângulo inferior a 45 graus, o que teria provocado a morte.
O regime de Rhee tentou censurar as notícias deste incidente, no entanto, a história foi relatada pela imprensa coreana juntamente com uma foto do corpo do estudante, logo após o resgate. A Associated Press divulgou a foto pelo mundo. Em Masan, ocorreram protestos em massa espontâneos que levaram a novos confrontos violentos.
No dia 18 de abril, as manifestações chegaram à capital Seul. Estima-se que 186 pessoas foram mortas durante as duas semanas de protesto.
No dia 19, em Seul, milhares de estudantes foram às ruas e marcharam até a Casa Azul, a residência oficial do presidente. Estima-se que 100 mil pessoas participaram dessa marcha para pedir a renúncia de Rhee do poder. A polícia que protegia o palácio presidencial abriu fogo e matou 180 pessoas. Depois disso, o governo declarou lei marcial.
No dia 25 de abril de 1960, professores, líderes trabalhistas e civis de todas as idades se juntaram aos estudantes e as manifestações se tornaram gigantescas. Em um sinal de ruptura com o governo, o exército e a polícia se recusaram a obedecer ordens de reprimir os manifestantes. Os protestos ganharam força devido a denúncias de corrupção e má gestão da economia por parte do regime, que na última década se tornava cada vez mais autoritário.
No dia a 26 de abril de 1960, o presidente Rhee renunciou. No dia seguinte, Lee Ki-Poong, o vice presidente do país que havia sido usado como bode expiatório dos escândalos de corrupção, cometeu suicídio, junto com sua família. O ministro do interior e chefe da segurança, Choi In-Kyu, que havia comandado a repressão em Masan, também renunciou.
A renúncia de Rhee levou ao fim do governo do Partido Liberal. A Coreia do Sul passou então a ser uma república parlamentarista, com o Parlamento assumindo o controle da nação, sob a direção do primeiro-ministro Chang Myon. Em 13 de agosto, Yun Bo-seon foi eleito o novo presidente.
O país, contudo, permaneceu instável politicamente, levando a um golpe de estado pelo exército, em maio de 1961, que e colocou o general Park Chung-hee no poder. A Coreia do Sul ficou sob comando de uma junta militar autocrática. Em 1963, foi proclamada a  Terceira República.